# Paracleros
Paracleros là một chi bướm ngày thuộc họ Bướm nâu.